# Tennistoernooi van Washington 2016
|                                           |  |                                     |
| Yanina Wickmayer, winnares bij de vrouwen |  | Gaël Monfils, winnaar bij de mannen |

Het tennistoernooi van Washington van 2016 werd van 18 tot en met 24 juli 2016 gespeeld op de hardcourtbanen van het William H.G. FitzGerald Tennis Center in Rock Creek Park in de Amerikaanse federale hoofdstad Washington D.C. De officiële naam van het toernooi was Citi Open.
Het toernooi bestond uit twee delen:
- WTA-toernooi van Washington 2016, het toernooi voor de vrouwen
- ATP-toernooi van Washington 2016, het toernooi voor de mannen

## Toernooikalender
| Washington        | juli 2016 | juli 2016 | juli 2016 | juli 2016 | juli 2016    | juli 2016    | juli 2016 |
| Washington        | maa 18    | din 19    | woe 20    | don 21    | vrĳ 22       | zat 23       | zon 24    |
| ----------------- | --------- | --------- | --------- | --------- | ------------ | ------------ | --------- |
| vrouwenenkelspel  | 1e ronde  | 1e ronde  | 2e ronde  | 2e ronde  | kwartfinale  | halve finale | finale    |
| vrouwendubbelspel | 1e ronde  | 1e ronde  | 2e ronde  | 2e ronde  | halve finale | finale       |           |
| mannenenkelspel   | 1e ronde  | 1e ronde  | 2e ronde  | 3e ronde  | kwartfinale  | halve finale | finale    |
| mannendubbelspel  |           | 1e ronde  | 1e ronde  | 2e ronde  | 2e ronde     | halve finale | finale    |

ATP-toernooi van Washington‎ – WTA-toernooi van Washington‎

2012 · 2013 · 2014 · 2015 · 2016 · 2017 · 2018 · 2019 · 2020 · 2021 · 2022 · 2023 · 2024